# Digitaria tenuis
Digitaria tenuis là một loài thực vật có hoa trong họ Hòa thảo. Loài này được (Nees) Henrard mô tả khoa học đầu tiên năm 1934.